# Kala (Třebotov)
Kala je osada v okrese Praha-západ, je součástí obce Třebotov. Nachází se asi 1,1 km na jihozápad od Třebotova. Protéká tudy potok Švarcava. Je zde evidováno 15 adres.